# Amezaiku

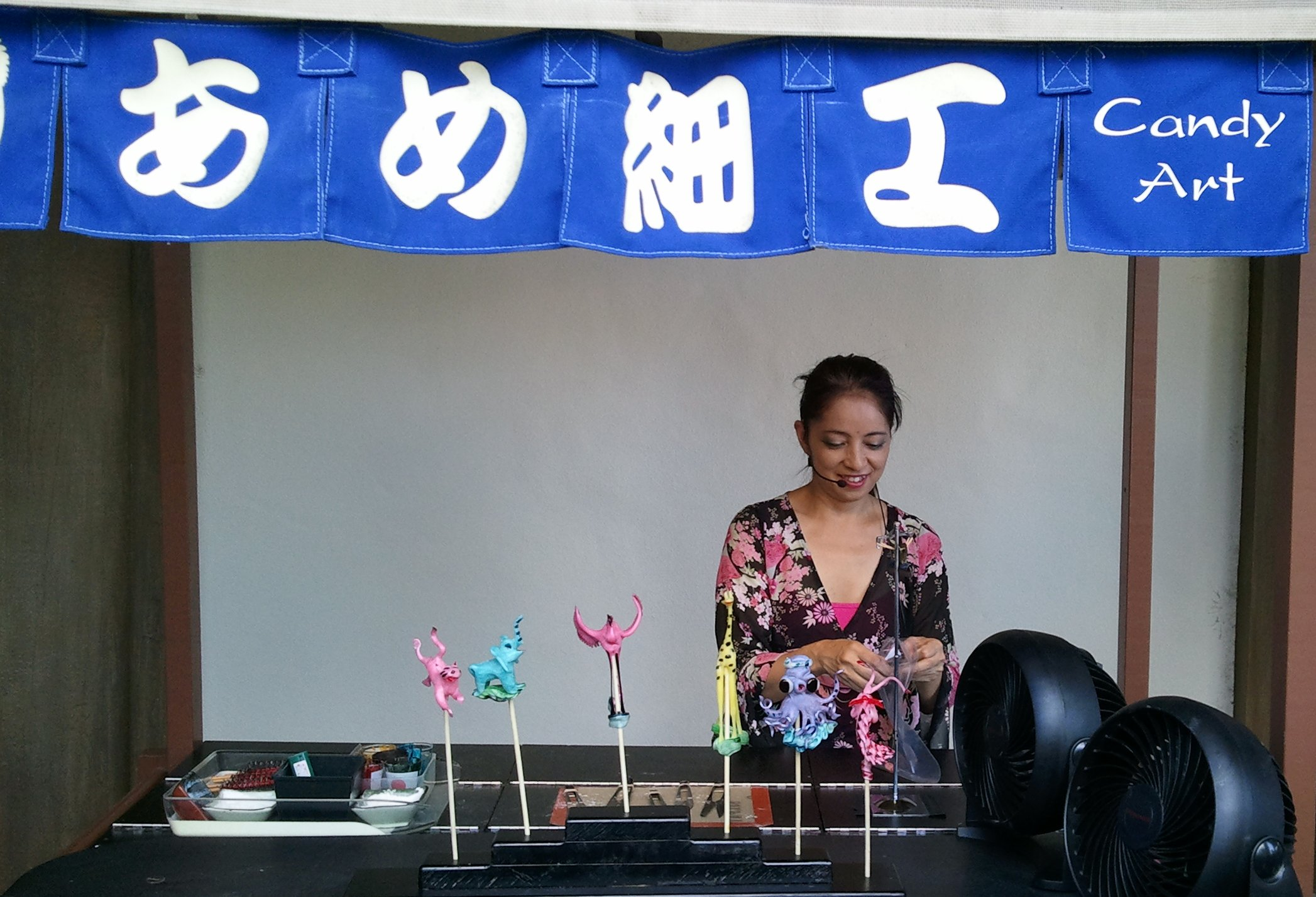
Miyuki Sugimori, conosciuta anche col nome di Candy Miyuki, è una della artiste Amezaiku più famose al mondo

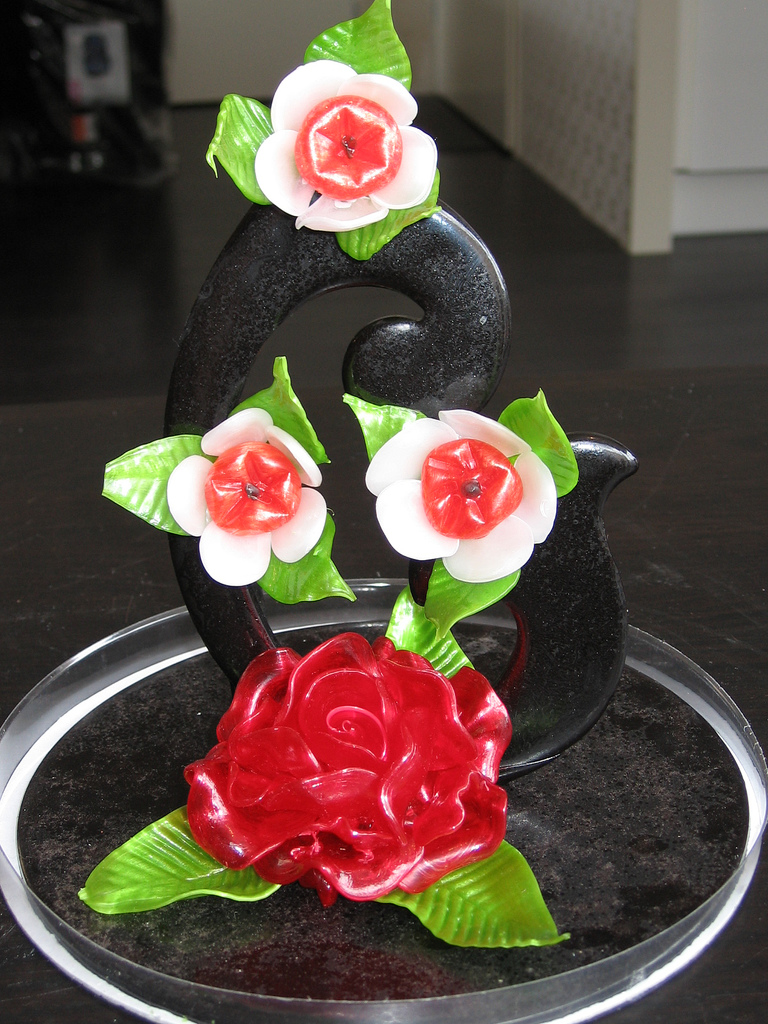
Rosa di zucchero

Amezaiku (飴細工?) è un'arte popolare tradizionale giapponese che consiste nel modellare e scolpire dolci e caramelle dando ad essi una forma particolare, come ad esempio quella di fiori, di animali o di altri personaggi.

## Storia
Amezaiku nacque come arte di strada in Cina, diffondendosi in Giappone durante il periodo Heian e venendo probabilmente utilizzata per le offerte ai templi di Kyoto. Tuttavia solo nel periodo Edo essa guadagnò una notevole popolarità nell'ambito della fioritura delle esibizioni di strada dette Misemono. Dopo la seconda guerra mondiale si assistette ad un'ulteriore affermazione di quest'arte, che divenne uno degli spettacoli d'intrattenimento più seguiti dell'epoca. Dall'inizio degli anni Settanta del Novecento questa pratica sta lentamente scomparendo, a causa del progresso tecnologico e di un sempre minore interesse da parte delle nuove generazioni. Nel 2011 erano poco meno di una ventina i professionisti che ancora praticavano quest'arte.

## Lavorazione
Per modellare lo zucchero si utilizzano piccole forbici o, in alcuni casi, anche le sole mani. La lavorazione si divide in pochi importanti passaggi. Inizialmente si bolle lo sciroppo di amido glutinoso fino a che esso non diventa una massa pastosa e trasparente. In seguito si riscalda la pasta su una brace fino a rendere la caramella molto flessibile. Quindi il materiale viene suddiviso in piccole porzioni e lavorato separatamente. Il contatto con l'aria durante questo processo produce un puro colore bianco. La modellatura avviene in pochissimi minuti, prima che lo zucchero si raffreddi e si indurisca. Gli artisti più esperti, come Takahiro Mizuki, impiegano meno di tre minuti nella lavorazione. Una volta data la forma desiderata alla caramella, che può essere quella di un uccello, di un drago o di un cavallo, vengono utilizzati coloranti alimentari per decorare la creazione. Nonostante il metodo di lavorazione sia rimasto invariato negli anni, alcuni artisti, come ad esempio Sadaharu Ishiwari, si tengono al passo coi tempi accettando richieste nel creare caramelle di forma meno tradizionale, come ad esempio cantanti e artisti pop giapponesi.